# 光瓣堇菜
光瓣堇菜（學名：Viola philippica）是一种堇菜科堇菜属的多年生草本植物，《中国植物志》中名为紫花地丁。别名野堇菜、辽堇菜、菲律宾堇菜。

## 形态
多年生草本；无地上茎，高4-14厘米。根状茎短。叶多数，基生，莲座状；叶片下部者通常较小，呈三角状卵形或狭卵形，上部者较长，呈长圆形、狭卵状披针形或长圆状卵形。花中等大，紫堇色或淡紫色，稀呈白色，喉部色较淡并带有紫色条纹。蒴果长圆形，长5-12毫米，无毛；种子卵球形，长1.8毫米，淡黄色。花果期4月中下旬至9月。

## 分布
中国大部分地区均有分布，也分布在朝鲜、日本、俄罗斯远东地区等地。

## 药用
中医以全草入药，性寒、味苦辛，有清热解毒、凉血消肿功能，主治疔疮痈肿等症。

## 延伸阅读
[在维基数据编辑]
 《欽定古今圖書集成·博物彙編·草木典·紫花地丁部》，出自陈梦雷《古今圖書集成》